# Scrophularia valdesii
Scrophularia valdesii é uma espécie de planta com flor pertencente à família Scrophulariaceae. 
A autoridade científica da espécie é Ortega Oliv. & Devesa, tendo sido publicada em Candollea 46: 111. 1991.

## Portugal
Trata-se de uma espécie presente no território português, nomeadamente em Portugal Continental.
Em termos de naturalidade é endémica da Península Ibérica.

## Protecção
Não se encontra protegida por legislação portuguesa ou da Comunidade Europeia.